# 中島彰彦
中島 彰彦（なかしま あきひこ、1953年 - ）は、アソウ・ヒューマニーセンターグループ8社の代表取締役社長。
福岡県出身。1975年ロイヤル株式会社に入社、店長に抜擢される。1983年麻生セメント株式会社に入社後、1985年株式会社アソウ・テンポラリーセンター（旧社名麻生セメント）営業部長就任。1991年常務取締役就任。人材ビジネスの産業化を目指し、1997年アソウ・ヒューマニーセンターへ社名変更。
1998年代表取締役社長就任後、アソウ・ヒューマニーセンターグループ8社を設立し各社の代表取締役社長就任する。写真撮影を趣味としている。